# Sara Osuna
Sara Osuna Acedo (Madrid, 1958) es Doctora en Filosofía y Ciencias de la Educación por la Universidad Nacional de Educación a Distancia. Es profesora en esta misma institución de Comunicación y Educación en los grados de Pedagogía y Educación Social y especialista en tecnologías digitales, modelos educomunicativos y enseñanza virtual. Tiene los títulos de Experto Universitario en Software libre en Educación (UNED), Experto Universitario en Análisis de Medios de Comunicación, Especialista Universitario en Sistemas Integrados de Comunicación y Máster en Nuevas Tecnologías integradas en la Sociedad del Conocimiento.
Ha colaborado con universidades latinoamericanas en diferentes proyectos sobre Aprendizaje Colaborativo y Modelos Comunicativos. Sus líneas de investigación son MOOC, convergencia de medios, escenarios digitales, discapacidad, aprendizaje digital y redes sociales. Ha sido coordinadora del Proyecto ECO (Elearning, Communication and Open-data: Mobile, Massive and Ubiquitous Learning), desarrollado entre 2014 y 2017, y en el cual participaron 22 partners de nueve países diferentes.

## Publicaciones
Sara Osuna Acedo ha escrito más de cincuenta publicaciones entre libros, capítulos y artículos en revistas indexadas. Entre ellas destacan en los últimos años:
- Osuna-Acedo, S.; Marta-Lazo, C.; Frau-Meigs, D. (2018)«De sMOOC a tMOOC, el aprendizaje hacia la transferencia profesional: El proyecto europeo ECO». Comunicar, 55
- Osuna-Acedo, S.; Gil-Quintana, J. (2017) «El proyecto europeo ECO. Rompiendo barreras en el acceso al conocimiento». Educación XX1, 20
- Osuna-Acedo, S.; Frau-Meigs, D.; Camarero-Cano, L.; Pedrosa, R. (2017) «Intercreativity and Interculturality in the Virtual Learning Environments of the ECO MOOC Project». Open Education: from OERs to MOOCs: 161-187
- Osuna-Acedo , S.; Tejera-Osuna, S.M. (2016) «ECO European project: inclusive education through accessible MOOCs». Proceedings of the Fourth International Conference on Technological Ecosystems for Enhancing Multiculturality
- Cantillo-Valero , C.; Osuna-Acedo, S. (2016) «Brumas y claros en el dibujo animado». Proceedings of the Fourth International Conference on Technological Ecosystems for Enhancing Multiculturality. Opción , 32, 7:333-357
- Gil-Quintana, J.; Camarero-Cano, L.; Cantillo-Valero, C.; Osuna-Acedo, S. (2016) «sMOOC and Gamification–A Proposed Ubiquitous Learning». International Symposium on Emerging Technologies for Education: 507-513
- Camarero-Cano, L.; Osuna-Acedo, S. (2016) «Intercreativity And Smooc. The Importance Of The Collective Intelligence In The ECO European Project». International Educational Technology Conference (IETC 2016): 443-452
- Osuna-Acedo, S.; Escaño-González, C. (2016) «CMOOC: transitando caminos educomunicativos hacia el conocimiento democratizado, abierto y común». Revista Mediterránea de Comunicación/Mediterranean Journal of Communication ...: 443-452
- Marta-Lazo, C.; Gabelas-Barroso, J. A.; Osuna-Acedo, S. (2016) «Comunicación digital: un modelo basado en el Factor R-elacional». UOC